# Championnat d'Allemagne de football de deuxième division 1952-1953
Navigation
2. Oberliga
1951-1952 2. Oberligen
1953-1954
La 2. Oberliga 1952-1953 fut la 4e saison de 2. Oberliga (parfois également appelée II. Division), une ligue située au 2e échelon du football allemand dans certaines régions. Lors de la saison 1949-1950, seule l'Ouest de l'Allemagne (Land de Rhénanie du Nord-Wesphalie) disposait d'une 2. Oberliga à deux sous-groupes. La compétition passera à un format à un groupe unique à partir de cette saison. L'Allemagne du Sud (Länder de Hesse, Bade-Wurtemberg et Bavière) suit le mouvement et introduit sa propre 2. Oberliga pour la saison 1950-1951, et l'Allemagne du Sud-Ouest (Land de Rhénanie-Palatinat et protectorat puis Land de Sarre) suivra la saison suivante. En Allemagne du Nord (Länder de Basse-Saxe et de Schleswig-Holstein ainsi que villes libres de Hambourg et Brême), et à Berlin-Ouest, ce sont les Amateurligen qui jouaient le rôle de 2de division.

## 2. Oberliga West
Le 2. Oberliga West 1952-1953 fut une ligue située au 2e niveau de la hiérarchie du football ouest-allemand.
Ce fut la 4e édition de cette ligue qui couvrait le même territoire que l'Oberliga West, c'est-à-dire le Länder de Rhénanie du Nord-Wesphalie, donc les clubs affiliés à une des trois fédérations composant la Westdeutscher Fußball-und Leichtathletikverband (WFLV).
Les deux premiers furent promus en Oberliga West pour la saison suivante.

### Compétition

#### Légende
| Légende       |                                                                    |
| C             | Champion 2. Liga West & promu en Oberliga West la saison suivante. |
| P             | promu en Oberliga West la saison suivante.                         |
| en diminution | club relégué de l'Oberliga West depuis la saison précédente        |

#### Classement
À partir de cette saison, la 2. Oberliga West se joua en une seule série. Les deux premiers classés furent promus.
|   |    |                         | M  | G  | N  | P  | +  | -  | Avg  | Pts |
| - | -- | ----------------------- | -- | -- | -- | -- | -- | -- | ---- | --- |
| C | 1  | VfL Bochum              | 30 | 20 | 5  | 5  | 73 | 26 | 2,81 | 45  |
| P | 2  | Rheydter SpV            | 30 | 19 | 5  | 6  | 71 | 35 | 2,06 | 43  |
|   | 3  | Duisburger SpV          | 30 | 19 | 4  | 7  | 72 | 38 | 1,89 | 42  |
|   | 4  | TSG Vohwinkel 80        | 30 | 16 | 9  | 5  | 61 | 36 | 1,69 | 41  |
|   | 5  | SG Wattenscheid 09      | 30 | 14 | 7  | 9  | 57 | 46 | 1,24 | 35  |
|   | 6  | DSC Arminia Bielefeld   | 30 | 15 | 3  | 12 | 45 | 52 | 0,87 | 33  |
|   | 7  | VfB Bottrop             | 30 | 11 | 10 | 9  | 51 | 42 | 1,21 | 32  |
|   | 8  | SC Westfalia Herne      | 30 | 12 | 5  | 13 | 58 | 65 | 0,89 | 29  |
|   | 9  | VfB Marathon Remscheid  | 30 | 11 | 5  | 14 | 50 | 74 | 0,68 | 27  |
|   | 10 | SV Hamborn 07           | 30 | 10 | 5  | 15 | 41 | 38 | 1,08 | 25  |
|   | 11 | Rot-Weiss Oberhausen    | 30 | 11 | 3  | 16 | 41 | 63 | 0,65 | 25  |
|   | 12 | SG Düren 99             | 30 | 10 | 4  | 16 | 41 | 47 | 0,87 | 24  |
|   | 13 | BV Union 05 Krefeld     | 30 | 9  | 5  | 16 | 38 | 57 | 0,66 | 23  |
|   | 14 | SSV 04 Wuppertal        | 30 | 8  | 5  | 17 | 47 | 68 | 0,69 | 21  |
|   | 15 | SV Rhenania 05 Würselen | 30 | 8  | 3  | 19 | 53 | 72 | 0,74 | 19  |
|   | 16 | SpVgg Herten 07/12      | 30 | 6  | 4  | 20 | 34 | 74 | 0,46 | 16  |

### Relégués d'Oberliga
À la fin de cette saison, les équipes qui descendirent d'Oberliga West furent : Sportfreunde Katernberg et SpVgg Erkenschwick.

### Montants des séries inférieures
À la fin de cette saison, il n'y eut aucun club relégué vers les Landesligen et par ce fait aucun n'en fut promu.

## 2. Oberliga Südwest
Le 2. Oberliga Südwest 1952-1953 fut une ligue située au 2e niveau de la hiérarchie du football ouest-allemand.
Ce fut la 2e édition de cette ligue qui couvrait le même territoire que l'Oberliga Südwest, c'est-à-dire le Land de Rhénanie-Palatinat et le protectorat de Sarre, donc pour les clubs affiliés à la Fußball-Regional-Verband Südwest (FRVS).
Les deux premiers classés furent promus en Oberliga Südwest pour la saison suivante.

### Compétition

#### Légende
| Légende         |                                                                          |
| C               | Champion 2. Liga Südwest & promu en Oberliga Südwest la saison suivante. |
| P               | promu en Oberliga Südwest la saison suivante                             |
| R               | Relégué en vers les séries inférieures en vue de la saison suivante      |
| en diminution   | club relégué de l'Oberliga Südwest depuis la saison précédente           |
| en augmentation | club promu des séries inférieures depuis la saison précédente.           |

#### Classement
|   |    |                             | M  | G  | N | P  | +  | -  | Avg  | Pts |
| - | -- | --------------------------- | -- | -- | - | -- | -- | -- | ---- | --- |
| C | 1  | ASV Landau                  | 30 | 20 | 7 | 3  | 72 | 33 | 2,18 | 47  |
| Q | 2  | VfR Frankenthal             | 30 | 21 | 4 | 5  | 76 | 34 | 2,24 | 46  |
|   | 3  | SpVgg Andernach             | 30 | 18 | 5 | 7  | 77 | 37 | 2,08 | 41  |
|   | 4  | TSC Zweibrücken             | 30 | 16 | 5 | 9  | 82 | 73 | 1,12 | 37  |
|   | 5  | Eintracht Bad Kreuznach     | 30 | 15 | 5 | 10 | 88 | 58 | 1,52 | 35  |
|   | 6  | SC 07 Bad Neuenahr          | 30 | 12 | 9 | 9  | 69 | 57 | 1,21 | 33  |
|   | 7  | Sportfreunde Herdorf        | 30 | 12 | 6 | 12 | 47 | 57 | 0,82 | 30  |
|   | 8  | VfL Neuwied                 | 30 | 12 | 5 | 13 | 54 | 51 | 1,06 | 29  |
|   | 9  | SG 05 Pirmasens             | 30 | 12 | 5 | 13 | 59 | 63 | 0,94 | 29  |
|   | 10 | ASV Hochfeld 1925           | 30 | 11 | 4 | 15 | 46 | 60 | 0,77 | 26  |
|   | 11 | SC Viktoria Hühnerfeld      | 30 | 12 | 1 | 17 | 57 | 73 | 0,78 | 25  |
|   | 12 | SC Altenkessel              | 30 | 9  | 6 | 15 | 50 | 70 | 0,71 | 24  |
|   | 13 | Sportfreunde 05 Saarbrücken | 30 | 8  | 7 | 15 | 40 | 48 | 0,83 | 23  |
|   | 14 | 1. FC Idar                  | 30 | 8  | 6 | 16 | 42 | 69 | 0,61 | 22  |
| R | 15 | VfL Neustadt/Weinstraße     | 30 | 7  | 4 | 19 | 43 | 78 | 0,55 | 18  |
| R | 16 | SpVgg Weisenau              | 30 | 5  | 5 | 20 | 49 | 90 | 0,54 | 15  |

### Relégués de l'Oberliga Südwest
En fin de saison, les deux clubs suivants furent relégués depuis l'Oberliga Südwest:
- FV Engers 07
- BFV Hassia Bingen

### Montants des séries inférieures
Les deux derniers classés furent relégués vers les séries inférieures et, en vue de la saison suivante, furent remplacées par:
- ASC Dudweiler
- BSC 1914 Oppau

#### Résultats du tour final des séries inférieures
| Légende |                                                   |
| P       | Promu en 2. Oberliga Südwest, la saison suivante. |

|   |   |                 | M  | G | N | P | +  | -  | Avg  | Pts |
| - | - | --------------- | -- | - | - | - | -- | -- | ---- | --- |
| P | 1 | BSC 1914 Oppau  | 6  | ? | ? | ? | 20 | 9  | 2,22 | 15  |
| P | 2 | ASC Dudweiler   | 6  | ? | ? | ? | 27 | 12 | 2,25 | 14  |
|   | 3 | VfB Dillingen   | 6  | ? | ? | ? | 26 | 26 | 1,00 | 11  |
|   | 4 | VfL Friesenheim | 6  | ? | ? | ? | 22 | 23 | 0,96 | 10  |
|   | 5 | VfL Trier       | 6  | ? | ? | ? | 21 | 34 | 0,62 | 7   |
|   | 6 | SpVgg Bendorf   | 10 | ? | ? | ? | 9  | 21 | 0,43 | 3   |

## 2. Oberliga Süd
Pour un article plus général, voir Zweite Oberliga Sud (1950-1963).
Le 2. Oberliga Süd 1952-1953 fut une ligue située au 2e niveau de la hiérarchie du football ouest-allemand.
Ce fut la 3e édition de cette ligue qui couvrait le même territoire que l'Oberliga Süd, c'est-à-dire les Länders de Bade-Wurtemberg, de Bavière et de Hesse.
Les deux premiers classés furent promus en Oberliga Süd pour la saison suivante.

### Compétition

#### Légende
| Légende         |                                                                        |
| C               | Champion 2. Liga Süd & promu en Oberliga Süd la saison suivante.       |
| P               | promu en Oberliga Süd la saison suivante                               |
| R               | Relégué vers les séries de 1. Amateurliga en vue de la saison suivante |
| en diminution   | club relégué de l'Oberliga Süd depuis la saison précédente             |
| en augmentation | club promu des séries de 1. Amateurliga depuis la saison précédente    |

#### Classement
|   |    |                       | M  | G  | N  | P  | +  | -  | Avg  | Pts |
| - | -- | --------------------- | -- | -- | -- | -- | -- | -- | ---- | --- |
| C | 1  | SSV Jahn Regensburg   | 34 | 19 | 8  | 7  | 79 | 36 | 2,19 | 46  |
| P | 2  | KSV Hessen Kassel     | 34 | 20 | 4  | 10 | 50 | 35 | 1,43 | 44  |
|   | 3  | 1. FC 01 Bamberg      | 34 | 16 | 8  | 10 | 50 | 43 | 1,16 | 40  |
|   | 4  | FC Bayern Hof 1910    | 34 | 17 | 5  | 12 | 56 | 40 | 1,40 | 39  |
|   | 5  | TSV Schwaben Augsburg | 34 | 14 | 9  | 11 | 52 | 37 | 1,41 | 37  |
|   | 6  | Freiburger FC         | 34 | 13 | 11 | 10 | 65 | 49 | 1,33 | 37  |
|   | 7  | ASV Durlach 02        | 34 | 15 | 7  | 12 | 60 | 63 | 0,95 | 37  |
|   | 8  | SSV Reutlingen        | 34 | 15 | 5  | 14 | 68 | 55 | 1,27 | 35  |
|   | 9  | SV Wiesbaden          | 34 | 16 | 3  | 15 | 58 | 56 | 1,04 | 35  |
|   | 10 | Karlsruher FV         | 34 | 14 | 5  | 15 | 60 | 45 | 1,33 | 33  |
|   | 11 | TSV 1861 Straubing    | 34 | 13 | 7  | 14 | 61 | 62 | 0,98 | 33  |
|   | 12 | SV Darmstadt 98       | 34 | 13 | 7  | 14 | 46 | 60 | 0,77 | 33  |
|   | 13 | ASV Cham              | 34 | 12 | 6  | 16 | 54 | 65 | 0,83 | 30  |
|   | 14 | FC Singen 04          | 34 | 11 | 8  | 15 | 37 | 52 | 0,71 | 30  |
|   | 15 | 1. FC Pforzheim       | 34 | 11 | 7  | 16 | 47 | 59 | 0,80 | 29  |
|   | 16 | Union Böckingen       | 34 | 10 | 8  | 16 | 44 | 63 | 0,70 | 28  |
| R | 17 | ASV Feudenheim        | 34 | 10 | 6  | 18 | 44 | 81 | 0,54 | 26  |
| R | 18 | VfL Neckarau          | 34 | 7  | 6  | 21 | 38 | 68 | 0,56 | 20  |

### Relégués d'Oberliga
À la fin de cette saison, les clubs qui descendirent d'Oberliga Süd furent:
- TSV 1860 München
- TSG 1846 Ulm

### Montants des séries inférieures
En vue de la saison suivante, les deux derniers classés de 2. Liga Süd furent relégués vers les séries de Landesliga et remplacés par :
- FC Hanau 93
- FC Wacker München

#### Résultats du tour final des Amateurligen
| Légende |                                                    |
| P       | club promu en 2. Oberliga Süd, la saison suivante. |

Le tour final concerna les champions des cinq Amateurligen et le vice-champion de la Bayern Amateurliga. Cependant, le VfL Sindelfingen, champion de l’Amateurliga Württemberg renonça à participer et fut remplacé par le VfR Aalen.
|   |   |                   | M  | G | N | P | +  | -  | Avg  | Pts |
| - | - | ----------------- | -- | - | - | - | -- | -- | ---- | --- |
| P | 1 | FC Hanau 93       | 10 | ? | ? | ? | 28 | 21 | 1,33 | 14  |
| P | 2 | FC Wacker München | 10 | ? | ? | ? | 19 | 17 | 1,12 | 12  |
|   | 3 | FV Daxlanden      | 10 | ? | ? | ? | 19 | 17 | 1,12 | 9   |
|   | 4 | Offenburger FV    | 10 | ? | ? | ? | 18 | 24 | 0,75 | 9   |
|   | 5 | VfR Aalen         | 10 | ? | ? | ? | 15 | 20 | 0,75 | 9   |
|   | 6 | ATS Kulmbach      | 10 | ? | ? | ? | 8  | 14 | 0,57 | 7   |